# Belgische kampioenschappen indoor atletiek 2023
In 2023 werden de Belgische kampioenschappen indoor atletiek Alle Categorieën gehouden op zondag 19 februari in Gent. 
Tijdens deze kampioenschappen verbeterde Jolien Boumkwo haar Belgisch record kogelstoten naar 17,87 m en Imke Vervaet het Belgisch record van Hanna Mariën op de 200 m naar 23,26 s.

## Uitslagen

### 60 m
| rang   | atleet               | prestatie |
| ------ | -------------------- | --------- |
| Goud   | Ward Merckx          | 6,67 s    |
| Zilver | Rendel Vermeulen     | 6,88 s    |
| Brons  | Simon Verherstraeten | 6,89 s    |

| rang   | atlete          | prestatie |
| ------ | --------------- | --------- |
| Goud   | Rani Rosius     | 7,20 s    |
| Zilver | Delphine Nkansa | 7,28 s    |
| Brons  | Rani Vincke     | 7,40 s    |

### 200 m
| rang   | atleet            | prestatie |
| ------ | ----------------- | --------- |
| Goud   | Christian Iguacel | 20,90 s   |
| Zilver | Julien Watrin     | 20,90 s   |
| Brons  | Jaron De Vriese   | 21,25 s   |

| rang   | atlete           | prestatie    |
| ------ | ---------------- | ------------ |
| Goud   | Imke Vervaet     | 23,26 s (NR) |
| Zilver | Kylie Lambert    | 23,98 s      |
| Brons  | Justine Goossens | 24,01 s      |

### 400 m
| rang   | atleet                | prestatie |
| ------ | --------------------- | --------- |
| Goud   | Florent Mabille       | 47,85 s   |
| Zilver | Dries Van Nieuwenhove | 47,87 s   |
| Brons  | Maarten Heylen        | 48,12 s   |

| rang   | atlete               | prestatie |
| ------ | -------------------- | --------- |
| Goud   | Naomi Van den Broeck | 52,89 s   |
| Zilver | Camille Laus         | 53,01 s   |
| Brons  | Hanne Claes          | 53,03 s   |

### 800 m
| rang   | atleet            | prestatie |
| ------ | ----------------- | --------- |
| Goud   | Eliott Crestan    | 1.49,26   |
| Zilver | Tibo De Smet      | 1.49,65   |
| Brons  | Aurèle Vandeputte | 1.50,83   |

| rang   | atlete           | prestatie |
| ------ | ---------------- | --------- |
| Goud   | Rani Baillievier | 2.07,90   |
| Zilver | Renée Eykens     | 2.08,81   |
| Brons  | Lize De Vlieger  | 2.08,84   |

### 1500 m
| rang   | atleet           | prestatie |
| ------ | ---------------- | --------- |
| Goud   | Jochem Vermeulen | 3.55,44   |
| Zilver | Pieter Sisk      | 3.56,03   |
| Brons  | Julien Celis     | 4.00,67   |

| rang   | atlete            | prestatie |
| ------ | ----------------- | --------- |
| Goud   | Mariska Parewyck  | 4.23,16   |
| Zilver | Lore Quataker     | 4.30,92   |
| Brons  | Caroline Baudinet | 4.39,55   |

### 3000 m
| rang   | atleet         | prestatie |
| ------ | -------------- | --------- |
| Goud   | Donald Lalmand | 8.55,40   |
| Zilver | Simon Vandebon | 9.01,79   |
| Brons  |                |           |

### 5000 m snelwandelen/3000 m snelwandelen
| rang   | atleet          | prestatie |
| ------ | --------------- | --------- |
| Goud   | Benjamin Leroy  | 27.45,50  |
| Zilver | Peter Van Hove  | 28.05,06  |
| Brons  | Jasper Van Hove | 28.33,72  |

| rang   | atlete          | prestatie |
| ------ | --------------- | --------- |
| Goud   | Liesbet De Smet | 18.01,31  |
| Zilver | Myriam Nicolas  | 18.07,89  |
| Brons  | Ellen Piedfort  | 21.27,86  |

### 60 m horden
| rang   | atleet                | prestatie |
| ------ | --------------------- | --------- |
| Goud   | Dylan Caty            | 7,92 s    |
| Zilver | Nolan Vancauwemberghe | 7,99 s    |
| Brons  | Senne Segers          | 8,15 s    |

| rang   | atlete           | prestatie |
| ------ | ---------------- | --------- |
| Goud   | Laures Bauwens   | 8,49 s    |
| Zilver | Noor Koekelkoren | 8,53 s    |
| Brons  | Emma De Naeyer   | 8,53 s    |

### Verspringen
| rang   | atleet            | prestatie |
| ------ | ----------------- | --------- |
| Goud   | Jente Hauttekeete | 7,19 m    |
| Zilver | Yanni Sampson     | 6,99 m    |
| Brons  | Kwinten Torfs     | 6,82 m    |

| rang   | atlete           | prestatie |
| ------ | ---------------- | --------- |
| Goud   | Maité Beernaert  | 5,98 m    |
| Zilver | Laura Ooghe      | 5,88 m    |
| Brons  | Stefanie Brosens | 5,84 m    |

### Hink-stap-springen
| rang   | atleet          | prestatie |
| ------ | --------------- | --------- |
| Goud   | Leopold Kapata  | 14,82 m   |
| Zilver | Björn De Decker | 14,72 m   |
| Brons  | David Boda      | 14,68 m   |

| rang   | atlete          | prestatie |
| ------ | --------------- | --------- |
| Goud   | Elsa Loureiro   | 12,28 m   |
| Zilver | Géraldine Dheur | 11,78 m   |
| Brons  | Estelle Goffin  | 11,77 m   |

### Hoogspringen
| rang   | atleet                   | prestatie |
| ------ | ------------------------ | --------- |
| Goud   | Thomas Carmoy            | 2,20 m    |
| Zilver | Lars Van Looy            | 2,13 m    |
| Brons  | Bram Ghuys Jef Vermeiren | 2,10 m    |

| rang   | atlete             | prestatie |
| ------ | ------------------ | --------- |
| Goud   | Merel Maes         | 1,88 m    |
| Zilver | Anne-Laure Hervers | 1,79 m    |
| Brons  | Yorunn Ligneel     | 1,77 m    |

### Polsstokhoogspringen
| rang   | atleet              | prestatie |
| ------ | ------------------- | --------- |
| Goud   | Ben Broeders        | 5,80 m    |
| Zilver | Robin Bodart        | 5,40 m    |
| Brons  | Thomas Van Nuffelen | 5,20 m    |

| rang   | atlete           | prestatie |
| ------ | ---------------- | --------- |
| Goud   | Fleur Hooyberghs | 4,05 m    |
| Zilver | Melanie Vissers  | 4,00 m    |
| Brons  | Elien Vekemans   | 4,00 m    |

### Kogelstoten
| rang   | atleet               | prestatie |
| ------ | -------------------- | --------- |
| Goud   | Andreas De Lathauwer | 17,49 m   |
| Zilver | Kwinten Cools        | 17,21 m   |
| Brons  | Jarno Wagemans       | 15,79 m   |

| rang   | atlete         | prestatie    |
| ------ | -------------- | ------------ |
| Goud   | Jolien Boumkwo | 17,87 m (NR) |
| Zilver | Elena Defrère  | 15,68 m      |
| Brons  | Elise Helsen   | 13,77 m      |

1985 ·
1986 ·
1987 ·
1988 ·
1989 ·
1990 ·
1991 ·
1992 ·
1993 .
1994 ·
1995 .
1996 ·
1997 ·
1998 .
1999 ·
2000 .
2001 · 
2002 · 
2003 · 
2004 · 
2005 · 
2006 · 
2007 · 
2008 · 
2009 · 
2010 · 
2011 · 
2012 · 
2013 · 
2014 ·
2015 ·
2016 ·
2017 ·
2018 ·
2019 ·
2020 ·
2021 ·
2022 ·
2023 ·
2024 ·
2025